# Iuramentum Sutrinum
Con il termine iuramentum Sutrinum (noto anche come patto di Sutri, o concordato di Sutri) ci si riferisce all'accordo stipulato fra Enrico V e papa Pasquale II il 9 febbraio 1111.

## Storia
Papa Gregorio VII e l'imperatore Enrico IV ebbero uno scontro decennale sulla questione delle investiture. Lo scontro, che si protrasse dal 1075 al 1085, si risolse senza vinti né vincitori (però Gregorio VII ebbe una sorte peggiore poiché finì i suoi giorni in esilio a Salerno). Il suo successore Urbano II (1088-1099) continuò la lotta, ribadendo che nessun ecclesiastico dovesse prestare giuramento di vassallaggio a laici, imperatore compreso. Lo scontro riprese all'inizio del XII secolo tra papa Pasquale II (1099-1118), ed Enrico V, succeduto al padre come re dei Romani nel 1106.
Nel 1111 Enrico V tentò un atto di forza nei confronti del pontefice: scese con l'esercito in Italia pretendendo la corona imperiale. Il rex Romanorum impose a Pasquale un accordo passato alla storia come Iuramentum Sutrinum (9 febbraio 1111) in base al quale i vescovi tedeschi rinunciavano ai feudi concessi loro dall'impero, mentre Enrico rinunciava da parte sua alle investiture delle nomine ecclesiastiche. 
Il 9 febbraio Enrico V giunse a Roma. Quando vide che la corona imperiale gli veniva rifiutata, fece prigionieri il papa e molti cardinali, costringendoli ad accettare le sue richieste: sia l'incoronazione, sia il diritto all'investitura dei vescovi.
Dopo sessantuno giorni di dura prigionia nel castello di Tribuco, a Ponte Sfondato di Montopoli di Sabina, Pasquale si arrese e garantì l'investitura all'imperatore. Enrico venne quindi incoronato in San Pietro il 13 aprile, e dopo aver ricevuto la promessa che nessuna vendetta sarebbe stata tentata per quello che era accaduto, si ritirò al di là delle Alpi.
Successivamente il patto venne sconfessato dagli alti prelati e il papa, sotto l'impulso del partito riformista, ritornò sulle posizioni gregoriane. Un concilio in Laterano del marzo 1112 dichiarò nulle le concessioni estorte con la violenza; un concilio tenuto a Vienna in ottobre scomunicò l'imperatore; Pasquale ne sancì le decisioni.
Una soluzione di compromesso fu raggiunta solo nel 1122, quando Enrico V concluse con Callisto II il concordato di Worms. L'accordo rappresentò un modello per gli sviluppi successivi delle relazioni tra la Chiesa e l'Impero.